# Kristian Solmer Vedel
Kristian Solmer Vedel (født 2. marts 1923, død 5. marts 2003) var en dansk industriel designer og en del af den skandinaviske design tradition.

## Liv og karriere
Han afsluttede sin læretid som møbelsnedker i 1942. Fra 1944-1945 var han studerende under professor Kaare Klint ved Institut for Møbler på Det Kongelige Kunstakademi i København. I 1946 dimitterede han fra School of Arts, Crafts and Design i København, hvor han også underviste fra 1953-1956. Han fungerede som formand for danske møbeldesignere fra 1947-1949. Han var medvirkende til oprettelse af foreningen for industrielle designere i Danmark og tjente som dens første formand, fra 1966 til 1968. 
I 1950 giftede han sig med Birgit (født Arnfred), og i 1954 oprettede de et design studie i Humlebæk, udenfor København. Parret fik fire børn, men blev skilt i 1961. Vedel blev derefter gift med sin anden kone, Ane (født Pedersen) i 1961. 
Mellem 1968 og 1971, startede Kristian Vedel det førte Institut for Industriel Design ved University of Nairobi, Kenya. Han og hans kone, Ane, vendte tilbage til Danmark i 1972 for at etablere et nyt design studie på Thyholm i det nord-vestlige Jylland. På Thyholm brugte Vedel det meste af sin tid til at dyrke det omgivende landskab, avle får fra Shropshire i England, og forske i udnyttelse af deres uld, hud og kød. 
Påvirket af Kaare Klint og den tyske Bauhaus skole, blev hans stil det "klassiske moderne" design, der er karakteriseret ved kreativ brug af materialer, især plastik og træ, og med en stærk sans for ergonomiske og funktionelle krav. Et typisk eksempel er hans børnemøbler, der kan tilpasses til et voksende barn, lavet til at blive brugt som et stykke legetøj. I alle henseender, var møbler designet til børn i henhold til børns behov, snarere end blot at være en miniatureudgave af voksne møbler. 
I et interview udtalte Kristian Vedel følgende om sin stilling til design: 
| Citat | Udgangspunktet for en industriel kunstners arbejde skal altid være, at han, fra sit eget synspunkt, og så objektivt som muligt, tager stilling til, hvad han føler, samfundet og sine medmennesker er nødvendigt, og han skal personligt tage stilling til de eksisterende muligheder med ansvar. | Citat |
|       | |       |

## Priser
Vedel har fået en 1. præmie ved Copenhagen Cabinetmakers Guild (1947), Louisiana Museum-prisen (1957), Sølvmedalje i La Triennale di Milano for børnemøbler (1957), En guldmedalje ved La Triennale di Milano for hans linje af stabelbare melaminplast bestik og service, Design Award på Interplast i London (1961) og Lunningprisen (1962).